# 渡辺大剛 (冒険家)
渡辺 大剛（わたなべ はるひさ、1981年（昭和56年）8月25日 - 2012年（平成24年）12月26日）は、日本の冒険家、登山家である。22歳292日で達成した七大陸最高峰登頂は日本人の中では、2番目に若い記録である。

## 経歴

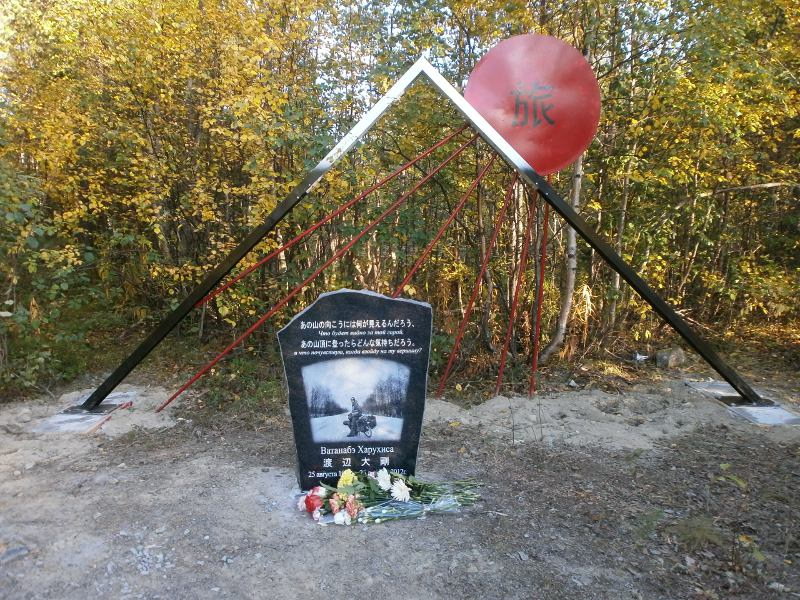
2013年9月にムルマンスク州カンダラクシャ市南部に建てられた、渡辺の慰霊碑。生前よく登った富士山をモチーフにしたモニュメント（ステンレス製）と、石碑からなる。

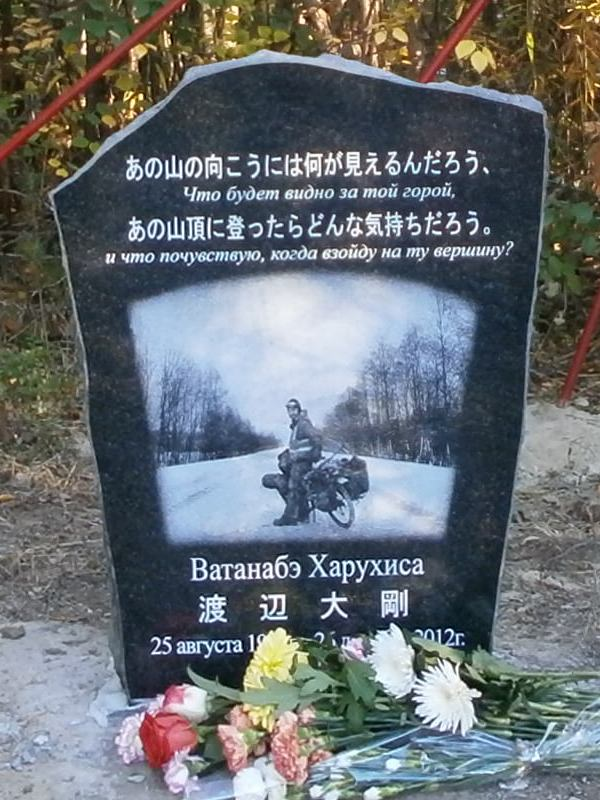
石碑にはサンクトペテルブルク州郊外の国道M-18上で撮影した渡部の写真、個人データ、渡辺の「あの山の向こうには何が見えるんだろう、あの山に登ったらどんな気持ちだろう。」という言葉が日本語とロシア語で刻まれている。

静岡県周智郡森町出身。磐田東高等学校に入学。高校2年の冬、自転車で単独日本縦断（静岡〜四国〜岡山）をした。九州産業大学芸術学部写真学科に入学後、山岳部に在籍し、本格的に登山を始めた。2002年、シルクロードを旅し、ヘルディンに日本人として初めて登頂した。
世界各地を巡る旅をしていた同年9月、アフリカ最高峰のキリマンジャロに登頂したのを機に、七大陸最高峰登頂を目指すようになり、2003年には、2月に南米アコンカグア、6月に新欧州エルブルース、旧欧州モンブラン、同7月にオセアニアコジウスコと立て続けに登頂した。6月に挑戦したアジアエベレストは、山頂へのアタック前の脱水症状と強風のために断念した。2004年には、1月に南極ビンソンマシフ、5月に2度目の挑戦でエベレストに登頂した。
2004年6月12日、北米マッキンリーに登頂し、七大陸最高峰への登頂を、2002年に東京大学の山田淳がたてた日本人最年少記録23歳9日を更新し、米国の学生で渡辺の友人でもあったブリットン・キーシャン（en:Britton Keeshan）が2004年5月24日にたてた当時の世界記録22歳174日に次ぐ22歳292日で達成した。達成後の記者会見では「登山はこれで幕を下ろし、次は大気圏外から青い地球を見たい」と今後の抱負を語った。
2012年（平成24年）12月26日、ロシア連邦ムルマンスク州南部のカンダラクシャ市郊外の国道M-18(通称コラ道路)路上で自転車に乗っていたところを車に追突されて死亡した。